# Quyền LGBT ở Iceland
Quyền đồng tính nữ, đồng tính nam, song tính và chuyển giới ở Iceland rất tiến bộ. Vào tháng 2 năm 2009, một chính phủ thiểu số nhậm chức, đứng đầu là Jóhanna Sigurðardóttir, lần đầu tiên thế giới công khai đồng tính người đứng đầu chính phủ trong thời hiện đại. Quốc hội Iceland đã sửa đổi luật hôn nhân của đất nước vào ngày 11 tháng 6 năm 2010 bằng cách nhất trí bỏ phiếu để xác định hôn nhân là giữa hai cá nhân, do đó làm cho hôn nhân đồng giới trở thành hợp pháp. Luật có hiệu lực vào ngày 27 tháng 6 năm 2010. Ngoài ra, kể từ năm 2006, các cặp đồng giới đã có quyền được nhận con nuôi và IVF. Iceland thường được gọi là một trong những quốc gia thân thiện với LGBT nhất trên thế giới.

## Bảng tóm tắt
| Hoạt động tình dục đồng giới hợp pháp                                                                                       | (Từ năm 1940)                                                       |
| Độ tuổi đồng ý | (Từ năm 1992)                                                       |
| Luật chống phân biệt đối xử trong việc làm                                                                                  | (Từ năm 2018)                                                       |
| Luật chống phân biệt đối xử trong việc cung cấp hàng hóa và dịch vụ                                                         | (Từ năm 1996)                                                       |
| Luật chống phân biệt đối xử trong tất cả các lĩnh vực khác (bao gồm phân biệt đối xử gián tiếp, ngôn từ kích động thù địch) | (Từ năm 1996)                                                       |
| Luật chống phân biệt đối xử liên quan đến bản sắc giới                                                                      | (Từ năm 2014)                                                       |
| Hôn nhân đồng giới | (Từ năm 2010)                                                       |
| Công nhận các cặp đồng giới                                                                                                 | (Từ năm 1996)                                                       |
| Con nuôi của các cặp vợ chồng đồng giới                                                                                     | (Từ năm 2000)                                                       |
| Con nuôi chung của các cặp đồng giới                                                                                        | (Từ năm 2006)                                                       |
| Người LGBT được phép phục vụ công khai trong quân đội                                                                       | Không có quân đội thường trực                                       |
| Quyền thay đổi giới tính hợp pháp                                                                                           | Yes                                                                 |
| Lựa chọn giới tính thứ ba                                                                                                   | (Từ năm 2020)                                                       |
| Điều trị chuyển đổi trên trẻ vị thành niên ngoài vòng pháp luật                                                             | No                                                                  |
| Đồng tính luyến ái được loại khỏi danh sách bệnh                                                                            | Yes                                                                 |
| Giả trang được loại khỏi danh sách bệnh                                                                                     | Yes                                                                 |
| Chuyển đổi giới tính được loại khỏi danh sách bệnh                                                                          | Yes                                                                 |
| Truy cập IVF bình đẳng cho tất cả các cặp vợ chồng và làm cha mẹ tự động cho cả hai vợ chồng sau khi sinh                   | (Từ năm 2006)                                                       |
| Mang thai hộ cho các cặp đồng tính nam                                                                                      | (Bất hợp pháp cho tất cả các cặp vợ chồng bất kể xu hướng tình dục) |
| NQHN được phép hiến máu | [ 3 ]                                                               |